# Scaeva occidentalis
Scaeva occidentalis är en tvåvingeart som beskrevs av Shannon 1927. Scaeva occidentalis ingår i släktet glasvingeblomflugor, och familjen blomflugor. Inga underarter finns listade i Catalogue of Life.